# 47473 Lorenzopinna
47473 Lorenzopinna è un asteroide della fascia principale. Scoperto nel 2000, presenta un'orbita caratterizzata da un semiasse maggiore pari a 2,3524036 au e da un'eccentricità di 0,2061150, inclinata di 3,41185° rispetto all'eclittica.